# I-35W 미시시피강 다리

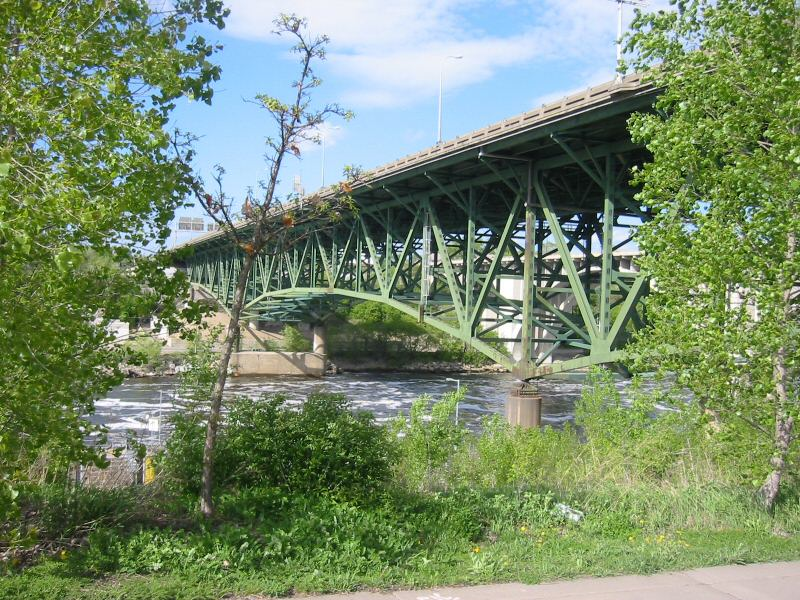
I-35W 다리 (2006년 5월)

I-35W 다리는 미국 미네소타주 미니애폴리스 도심과 미네소타 대학교를 이으며 미시시피강을 가로지르는 주간(州間) 고속도로(Interstate Highway 35W)의 다리이다.
1967년에 준공된 상로 아치 트러스교로 왕복 8차선으로 통행한다. 전장은 약 581 미터, 최장 경간은 약 140 미터, 폭은 약 33 미터이고 높이는 약 20 미터이다.

## 교량 붕괴 사고

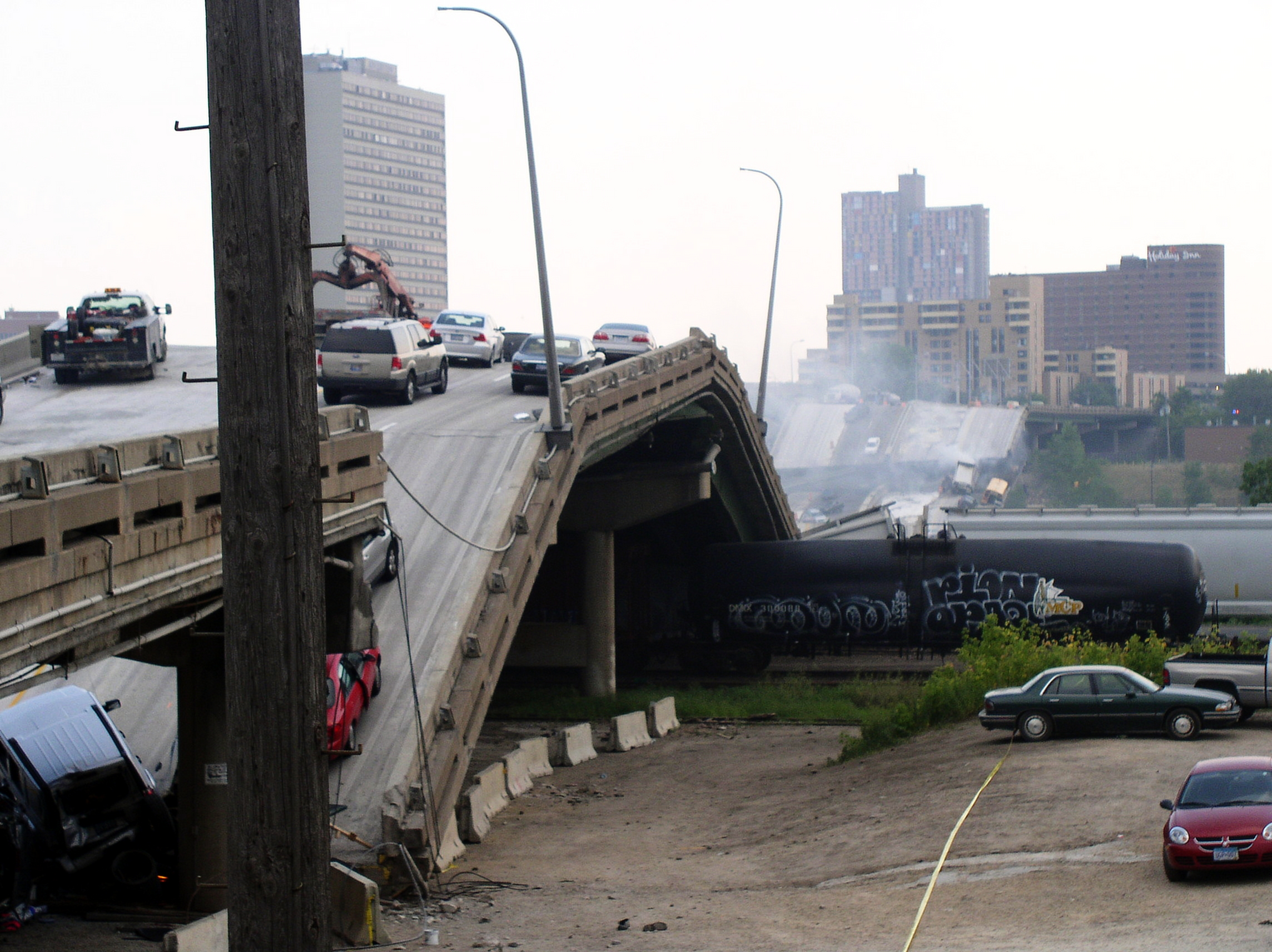
사고 현장

폐쇄회로TV에 잡힌 다리의 붕괴 당시 상황

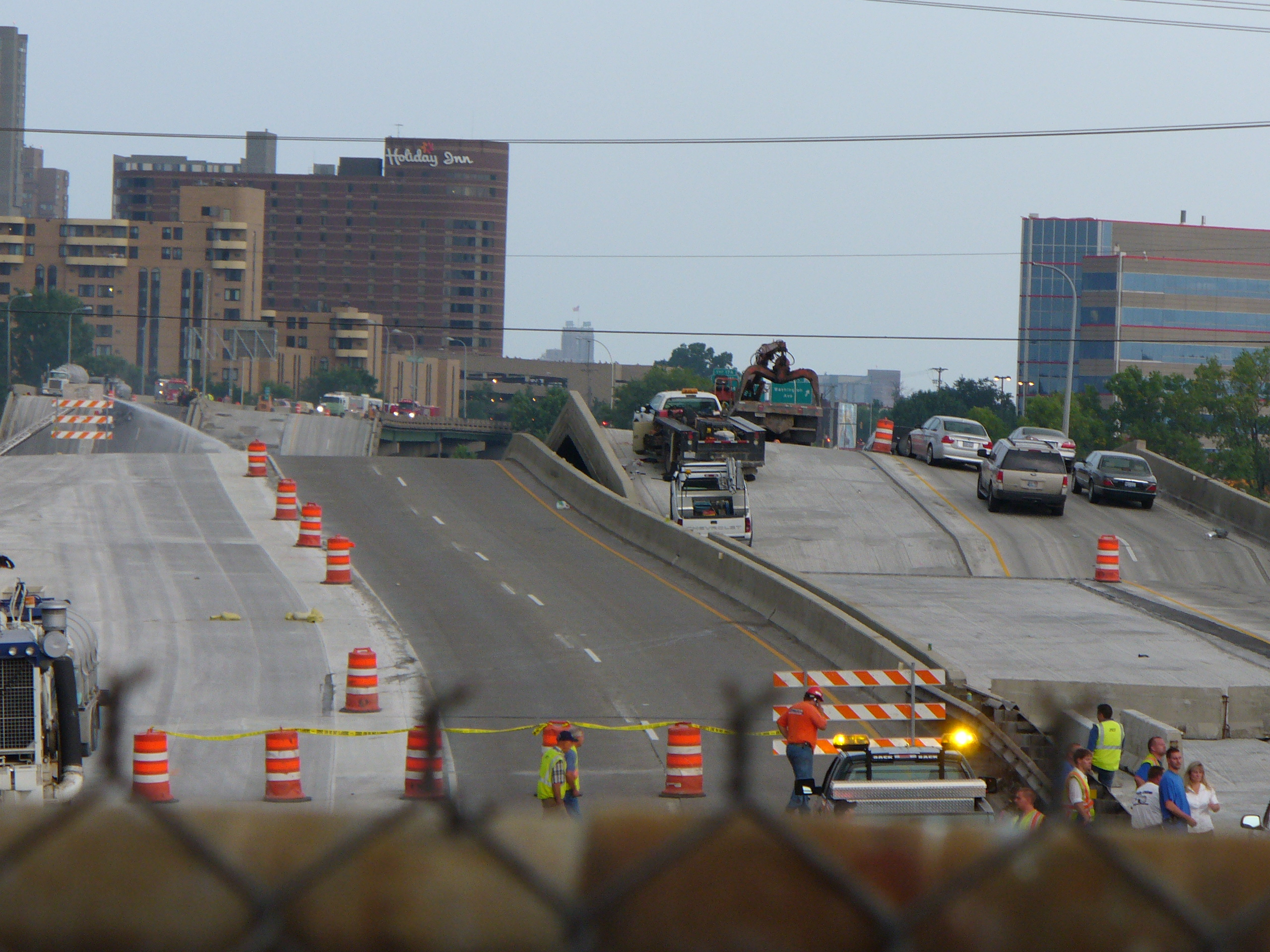
유니버시티 애비뉴에서 남쪽으로 바라본 사고 현장

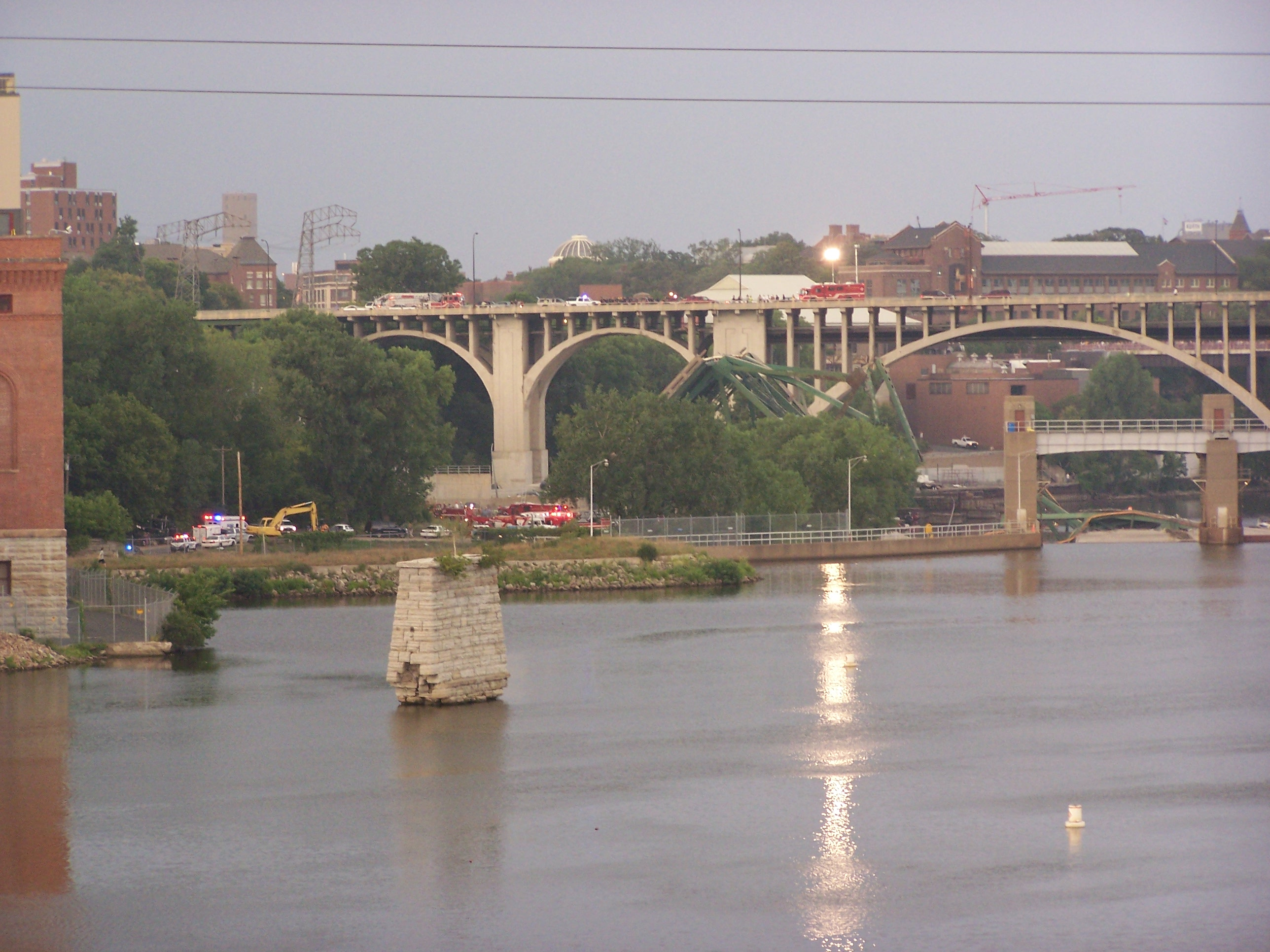
I-35 교량의 붕괴된 거더(녹색)가 보이는 사고 현장. 스톤 아치 브리지에서 바라본 모습이며 뒤로 보이는 다리는 10번가(街) 교량임.

2007년 8월 1일, I-35W 교량이 붕괴하는 사고가 발생했다.
북아메리카 중부 여름 시간(CDT)으로 2007년 8월 1일 18시 5분경, 미국 미네소타주 미니애폴리스 도심과 미네소타 대학교를 이으며 미시시피 강을 가로지르는 I-35W 주간 고속도로의 8차선 교량이 붕괴하였다. 러시아워에 발생한 이 사고로 수십여대의 차량이 미시시피강으로 추락하였으며 일부 차량에서는 화재가 발생하였다. 8월 3일의 언론 보도에 따르면, 붕괴시에도 잔해가 많이 발생하지 않는 구조적 설계, 러시아워 지체에 따른 느린 차량 주행 속도로 인해 추락시 운동량이 작았던 사실, 구조가 신속히 이루어졌다는 사실 등에 힘입어 처음 예상과 달리 인명 피해가 상대적으로 작아서, 확인된 사망자 수는 6명이며 부상자 100여 명 가운데 입원 치료중인 사람은 28명, 그중 상태가 위중한 사람은 5명이고 실종자의 수도 20-30명이 아닌 8명 정도에 불과할 수도 있다고 알려졌다.
사고가 발생한 교량은 지난 몇 주간 배수구 등을 정비하는 공사가 진행되었다고 알려졌으며 미네소타 교통부는 공사로 인해 7월 31일과 8월 1일에 양방향 통행을 편도 1차선씩으로 제한하겠다고 공시한 바 있다. 또한 사고 직전 잭해머를 사용한 작업으로 인한 진동을 느꼈다는 증언이 있었다. 그러나 사고의 원인이 공사와 관련되어 있는지는 아직 밝혀지지 않고 있다. 한편 지난 2001년 미네소타 교통부의 의뢰로 미네소타 대학교 토목공학과에서 실시한 교량에 대한 피로 검토에 따르면 교량의 주트러스등 일부에서 피로 현상이 발견되었으나, 상판 트러스의 피로 균열이 발생하지 않을 것으로 판단되며 고비용을 들여 대체 교량을 미리 건설할 필요가 없다는 결과를 얻었다.
미국 국토안보부의 대변인은 사고 상황을 주시하고 있으며 현재까지는 테러리즘과의 연관을 의심할만한 이유가 없다고 밝혔다.

## 위치
북위 44.98˚, 서경 93.24˚에 위치한다.
- 지도: 구글 맵스, or 야후! 지도, or Windows Live Local
- 위성 영상: 구글 맵스, Windows Live Local, 위키맵피아[깨진 링크(과거 내용 찾기)]
- 지형도: TopoZone
- 항공 사진 또는 지형도: TerraServer-USA

## 같이 보기
- 성수대교 붕괴 사고